# Golf de Boothia
El golf de Boothia (en anglès Gulf of Boothia) és un golf localitzat a l'arxipèlag Àrtic Canadenc, entre la costa occidental de l'illa de Baffin i la península de Boothia, la part més septentrional del continent americà. Administrativament les seves costes i aigües pertanyen al territori autònom de Nunavut, Canadà.

## Geografia

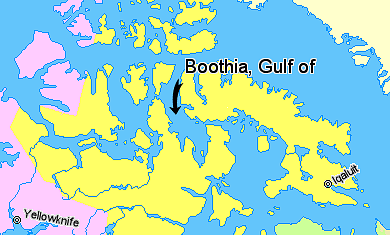
Situació del Golf de Boothia

El golf de Boothia està situat al sud de l'estret del Príncep Regent (amb una boca d'uns 130 km d'amplada), que el comunica amb l'estret de Lancaster. Al sud les seves aigües s'obren a la badia Committee, amb una amplada d'uns 145 km, i la badia de Pelly. El golf, en direcció N-S, té una longitud d'uns 300 km, i una amplada entre 130 i 275 km en la seva part central, entre l'estret del Fury i de l'Hecla i el fons de la badia de Lord Major.

## Història
El golf va ser nomenat per l'explorador escocès John Ross en la seva segona expedició (1829-1833) a l'àrtic canadenc a la recerca del Pas del Nord-oest. Porta el nom del seu principal patrocinador i amic, Sir Felix Booth, propietari d'una de les destil·leries més importants de l'època.
Ross va sortir d'Anglaterra a bord del HMS Victory, un vaixell de vapor, el 23 de maig de 1829, sent el seu segon comandant el seu nebot James Clark Ross. Després de creuar l'oceà Atlàntic i vorejar Groenlàndia, Ross va arribar a l'estret de Lancaster el 6 d'agost i després es va endinsar a l'estret del Príncep Regent, descendint en direcció sud, al llarg de l'illa Somerset. El vaixell es va aturar a Fury Beach (illa Somerset) i va agafar provisions extres de les restes del HMS Fury, abandonades en aquest lloc el 1825 per l'expedició de Sir William Edward Parry. Va reprendre el viatge cap al sud, navegant aviat en aigües del golf de Boothia, en una zona fins aleshores inexplorada, i a finals de setembre va buscar refugi a la costa occidental, a Felix Harbour, prop de badia Thorn.
Allà el vaixell va quedar atrapat pel gel, sense que pogués alliberar-se els dos anys següents. El 1832, finalment, Ross va decidir abandonar el HMS Victory. La tripulació va sortir caminant en direcció nord cap a les restes del HMS Fury i van hivernar per tercera vegada a prop d'un dipòsit de queviures deixat en previsió per Parry. Van haver d'esperar un any més fins que una bretxa en el gel els va permetre navegar en les xalupes del HMR Fury i el 15 agost de 1833 van aconseguir arribar a les aigües de l'estret de Lancaster. A finals d'aquest mes van ser recollits a la badia de Baffin per un balener britànic que els va portar de tornada a casa.